# Dicikloheksilureja
Dicikloheksilureja je organsko jedinjenje, iz klase ureja. Ovo jedinjenje je nusproizvod reakcije dicikloheksilkarbodiimida sa aminima ili alkoholima. Ono se može pripremiti reakcijom cikloheksilamina i S,S-dimetil ditiokarbonata.